# Platforma edukacyjna
Platforma edukacyjna – interaktywny system komputerowy umożliwiający organizowanie i wsparcie nauczania w sieci Internet. Często określane skrótowo LMS (ang. – Learning Management System). Do podstawowych funkcjonalności platformy edukacyjnej należą:
- gromadzenie materiałów dydaktycznych
- podział materiałów dydaktycznych na podstawie logicznych kryteriów ułatwiających zapoznanie się z materiałem
- udostępnienie materiałów odbiorcom przez Internet

## Gromadzenie materiałów
Zawartość platformy edukacyjnej zależy od jej tematyki i przeznaczenia. Twórcy tego typu systemów zazwyczaj udostępniają gotowe materiały dydaktyczne, z którymi mają zapoznać się użytkownicy platformy. Jest to podstawowa funkcja takich systemów, gwarantująca łatwy i szybki dostęp do specjalistycznej wiedzy dla wybranych osób, które posiadają dostęp. Wiele platform edukacyjnych udostępnia użytkownikom edytory tekstowe z możliwościami dodawania multimediów. Służą one do dodawania i edycji dostępnych na platformie materiałów dydaktycznych, a przez co rozbudowę bazy wiedzy przez samych użytkowników. Wikipedia jest świetnym przykładem takiej platformy edukacyjnej, którą rozbudowują sami użytkownicy.

## Podział materiałów dydaktycznych
Charakterystyczną cechą każdej platformy edukacyjnej jest jasny, logiczny podział zawartych na niej materiałów, w taki sposób, aby użytkownicy mogli szybko odnaleźć interesujące ich informacje. Podział zazwyczaj odbywa się na podstawie kategorii wiedzy lub chronologii. Zdarzają się również struktury, w których, aby dotrzeć do bardziej zaawansowanej wiedzy, użytkownik musi się najpierw zapoznać z podstawowymi informacjami. Tego typu układ wykorzystywany jest często w ramach szkoleń online.
Wiele platform edukacyjnych oferuje użytkownikom możliwość zestawienia kilku materiałów w jedną odrębną całość tzw. kurs. Możliwość zaprojektowania ścieżki dla innych użytkowników, którzy mają odbyć kurs pozwala zaplanować z jakimi materiałami i w jakiej kolejności uczestnicy kursu mają się zapoznać. Dużą popularność zdobywa również zastosowanie grywalizacji w ramach kursów merytorycznych. Wdrożenie elementów gier w ramach procesu nauki nie tylko zwiększa efektywność przyswajania wiedzy, ale także wzmacnia motywację do dalszego zgłębiania tematu.

## Udostępnienie materiałów
Platformy edukacyjne udostępniają zawarte na nich materiały dydaktyczne innym użytkownikom Internetu na kilka sposobów zależnych od charakteru samej platformy.
- Platformy otwarte – np. Wikipedia – udostępniają wszystkim użytkownikom darmowy i nielimitowany dostęp do zawartości merytorycznej oraz tworzenia nowych treści (brak funkcji tworzenia kursów)
- Platformy zamknięte – udostępniają dostęp do materiałów dydaktycznych i wszystkich funkcji tylko członkom konkretnych grup
- Platformy komercyjne – funkcje oraz materiały zawarte na platformie są dostępne tylko dla użytkowników, którzy opłacą dostęp